# 노이즈 마케팅
노이즈 마케팅(한국어식 영어: noise marketing)은 상품의 홍보를 위해 고의적으로 각종 이슈를 만들어 소비자의 호기심을 불러 일으키는 마케팅 기법으로 특히 단기간에 최대한 인지도를 높이기 위한 경우에 쓰인다.

## 개요
주로 좋은 내용보다는 자극적이고 좋지 않은 내용의 구설수를 퍼뜨려 소비자의 입에 오르내리게 한다. 비록 부정적인 이미지로 굳혀질 수 있는 위험이 있지만, 반대로 매출은 올라간다는 결과가 있다. 이미지와는 별개로 노이즈 마케팅으로 인해 머릿속에 인식되어 구매로 이어지는 경우가 많다.
최근에는 인터넷이 크게 발달함에 따라 노이즈 마케팅의 중요한 도구로 사용되고 있다.

## 내용
- 기업의 제품과 이미지 타격에 상관 없이, 소비자가 구설수에 올릴 수 있는 '화젯거리'를 만들어 제품의 이목을 집중시킨다.
- 소음인 잡음을 뜻하는 '노이즈'는 긍정적인 이미지와 부정적인 이미지를 구분하지 않고, 오로지 제품을 각인시키는 것이 목표이다.
- 바이럴(viral) 마케팅을 주요 수단으로 사용한다. 소비자들이 노이즈 마케팅을 접했을 때, 마케팅이 아닌 것처럼 다가가야 한다.
- 약점 : 그 소문과 화젯거리의 끝은 대부분 좋은 이미지로 바꿔 줄 수 있는 수단이 되어야 하고, 지속할 경우 신뢰성을 잃을 수 있는 단점이 크다.
- 사례 : 연예인의 노출과 비하 발언 등 자신을 각인시키는 것에 바이럴 마케팅이 주로 쓰인다. 이러한 논란은 인터넷과 뉴스로 빠르게 확산되기 때문에 큰 효과를 얻을 수 있다.

## 같이 보기
- 퍼블리시티 스턴트
- 게릴라 마케팅
- 입소문 마케팅
- 구전 마케팅
- 첵스 파맛
- 레너드 대 펩시코 사건